# Mort en arribar
Mort en arribar (títol original: D.O.A) és una pel·lícula estatunidenca de suspens de 1988, dirigida per Annabel Jankel i Rocky Morton i protagonitzada per Dennis Quaid i Meg Ryan. És un remake de la pel·lícula de 1950 Amb les hores contades. Ha estat doblada al català.

## Argument
La pel·lícula narra l'arribada d'un home malferit a la comissaria on pretén denunciar el seu propi intent d'assassinat. A la seva declaració recorda el que ha passat en les últimes hores. A partir del suïcidi d'un dels seus alumnes de la seva classe de literatura, a Dexter li apareixeran un misteri darrere l'altre, al cap dels quals s'adona que l'han enverinat i solament li queden 24 hores de vida. Farà de tot per esbrinar qui el va assassinar i per què, però no té massa temps.

## Repartiment
- Dennis Quaid: Dexter Cornell
- Meg Ryan: Sydney Fuller
- Charlotte Rampling: Mrs. Fitzwaring
- Daniel Stern: Hal Petersham
- Jane Kaczmarek: Gail Cornell
- Christopher Neame: Bernard
- Robin Johnson: Cookie Fitzwaring
- Robert Knepper: Nicholas Lang
- Jack Kehoe: detectiu Brokton
- Jay Patterson: Graham Corey

## Localització
Va ser filmada a Austin, Texas i San Marcos, Texas

## Banda sonora
La música va ser composta per Chaz Jankel.

## Soundtracks
- Timbuk3-Too much sex, not enough affection
- Timbuk3-Life is hard
- Erik Hokkanen-if you see me laughin
- Billy idol- Rebel Yell
- The Waterboys-Don't Bang Drum

## Al voltant de la pel·lícula
- Dennis Quaid i Meg Ryan es van conciliar en aquesta pel·lícula i es van casar el 1991.
- El grup de rock Timbuk3 fa una breu aparició en la pel·lícula.